# (19912) Aurapenenta
(19912) Aurapenenta – planetoida z grupy pasa głównego asteroid okrążająca Słońce w ciągu 3 lat i 244 dni w średniej odległości 2,38 j.a. Została odkryta 14 września 1955 roku w Goethe Link Observatory (Indiana Asteroid Program) w Brooklynie w stanie Indiana. Nazwa planetoidy została nadana z okazji 50. (we współczesnym j. grec. peneta – 50) rocznicy powstania Association of Universities for Research in Astronomy (AURA). Przed nadaniem nazwy planetoida nosiła oznaczenie tymczasowe (19912) 1955 RE1.